# Joegoslavië op de Olympische Zomerspelen 1932
Eén sporter uit het Koninkrijk Joegoslavië, destijds het "Koninkrijk der Serviërs, Kroaten en Slovenen", nam deel aan de Olympische Zomerspelen 1932 in Los Angeles, Verenigde Staten. De discuswerper Veljko Narančić bekostigde zelf zijn reis naar de VS.

## Deelnemers en resultaten
(m) = mannen, (v) = vrouwen 

### Atletiek
| Olympiër        | Discipline       | Resultaat | Prestatie                     |
| --------------- | ---------------- | --------- | ----------------------------- |
| Veljko Narančić | discuswerpen (m) | 18e       | kwalificatie: 18de met 37,35m |

Argentinië · Australië · België · Brazilië · Brits-Indië · Canada · Colombia · Denemarken · Duitsland · Estland · Filipijnen · Finland · Frankrijk · Griekenland · Groot-Brittannië · Haïti · Hongarije · Ierland · Italië · Japan · Joegoslavië · Letland · Mexico · Nederland · Nieuw-Zeeland · Noorwegen · Oostenrijk · Polen · Portugal · Republiek China · Spanje · Tsjecho-Slowakije · Uruguay · Verenigde Staten · Zuid-Afrika · Zweden · Zwitserland